# Солова (Тульська область)
Солова - присілок у Щокінському районі Тульської області Росії.
У рамках адміністративно-територіального устрою відноситься до Карамишевської сільської адміністрації Щокінського району, в рамках організації місцевого самоврядування входить до сільського поселення Лазаревське.

## Географія
Присілок знаходиться в центральній частині Тульської області, в лісостеповій зоні, в межах північно-східної Середньоруської височини, на правому березі річки Солови, при автодорозі М2, на відстані приблизно 8 кілометрів (по прямій) на південь від міста Щокіно (адміністративного центру району).

### Клімат
Клімат характеризується як помірно континентальний, з помірно холодною сніжною зимою та теплим літом. Середньорічна багаторічна температура повітря становить +3,8 — +4,5 °С. Середня температура повітря найхолоднішого місяця (січня) — −10 °C (абсолютний мінімум — −42  °C), середня температура найтеплішого (липня) — +18 °С (абсолютний максимум — +38  °С). Безморозний період триває близько 138 днів. Тривалість періоду активної вегетації рослин (із середньодобовою температурою повітря вище 10 °C) становить 134 дні. Середньорічна кількість атмосферних опадів становить 550—600 мм, із яких більша частина (396—400 мм) випадає в теплий період. Сніговий покрив тримається протягом приблизно 144—147 днів. Середньорічна швидкість вітру становить 4 м/с.

### Часовий пояс
Присілок Солова, як і вся Тульська область, знаходиться у часовій зоні МСК (московський час). Зміщення застосованого часу щодо UTC складає +3:00.

## Населення
| Чисельність населення |
| 2010                  |
| --------------------- |
| 56                    |

### Національний склад
Згідно з результатами перепису 2002 року, у національній структурі населення росіяни становили 100 % з 57 осіб.